# Hanna Kruschelnyzka

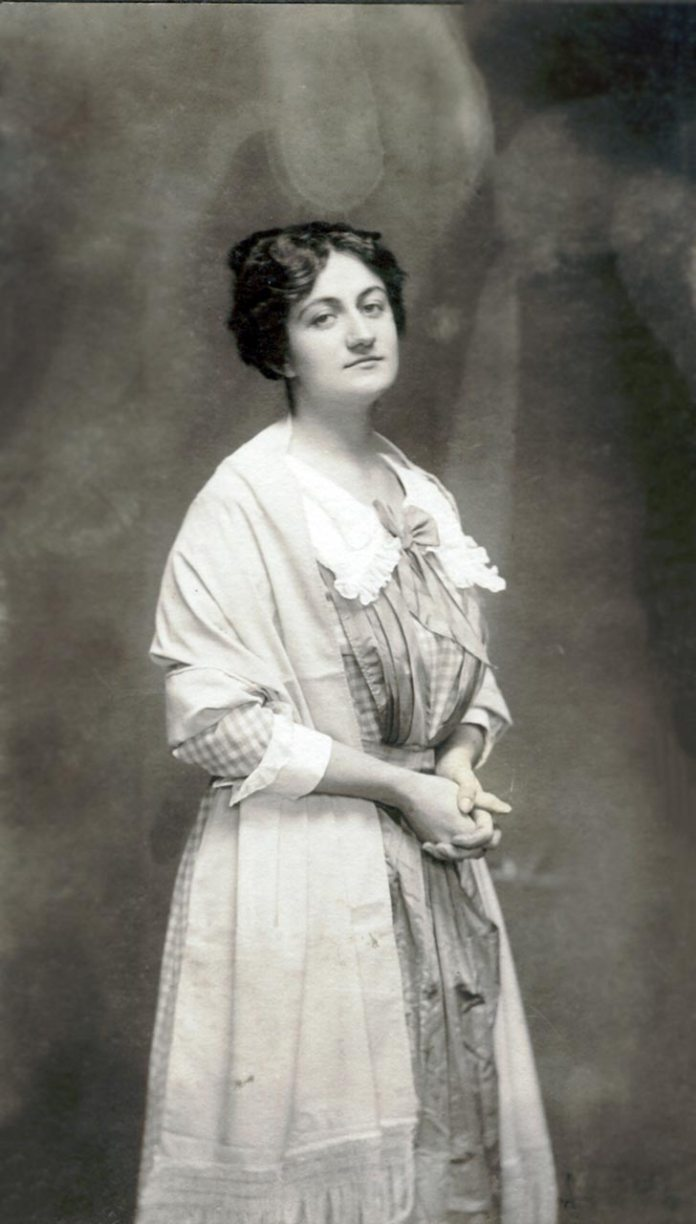
Hanna Kruschelnyzka

Hanna Amwrossijiwna Kruschelnyzka (ukrainisch Ганна Амвросіївна Крушельницька; * 18. August 1887 in Bila, Galizien; † 13. Mai 1965 in Lwiw) war eine sowjetisch-ukrainische Konzert- und Opernsängerin (Mezzosopran).

## Biografie
Sie erhielt Klavierunterricht bei ihrem Vater und später bei ihrer Schwester Salome. Sie absolvierte eine Musikschule in Ternopil und 1906 die Nationale Musikakademie in Lwiw. 1912 absolvierte sie das Conservatorio Giuseppe Verdi und etablierte sich als Vertreterin des Belcanto. 1903 nahm sie an einem Jubiläumskonzert anlässlich Mykola Lyssenkos Ankunft in Lwiw und von 1904 bis 1906 an Jubiläumskonzerten für Taras Schewtschenko in Czernowitz, Lwiw, Stryj und Salischtschyky teil. Sie trat von 1907 bis 1914 unter anderem auf Opernbühnen in Lwiw, Warschau, Rom, Mailand, Venedig, Verona und Ancona auf.
Zu ihren Opernrollen gehörten Natalka in Natalka Poltawka, Oksana in Der Saporoger an der Donau, Mimi in La Bohème, Micaela in Carmen, die Titelrollen in Iris und Manon, Sieglinde in Die Walküre und Elisabeth in Tannhäuser und der Sängerkrieg auf Wartburg.
Von 1921 bis 1923 arbeitete Kruschelnyzka als Gesangs- und Klavierlehrerin an der Nationalen Musikakademie in Lwiw und von 1923 bis 1925 an einer Gesangsschule in Drohobytsch. Bis 1929 trat sie bei Konzerten in Lwiw und Drohobytsch auf, bei einigen davon zusammen mit Wassyl Barwinskyj als Pianist.
Kruschelnyzka musste aufgrund einer schweren psychischen Erkrankung ihre Karriere beenden. Sie lebte ab 1939 mit Salome in Lwiw und ist auf dem Lytschakiwski-Friedhof begraben.